# Velká cena Itálie silničních motocyklů 2025
Velká cena Itálie 2025 (oficiálně Brembo Grand Prix of Italy) je devátý závodní víkend mistrovství světa silničních motocyklů 2025. Konal se 20. - 22. června na okruhu Autodrom Mugello v Toskánsku u města Scarperia e San Piero, v Itálii.

## MotoGP Sprint
Závod sprintu MotoGP se konal 21. června 2025.
| Poř.                                                                  | Č. | Jezdec                | Tým                               | Výrobce | Kol | Čas       | St. | Body |
| --------------------------------------------------------------------- | -- | --------------------- | --------------------------------- | ------- | --- | --------- | --- | ---- |
| 1                                                                     | 93 | Marc Márquez          | Ducati Lenovo Team                | Ducati  | 11  | 19'31.416 | 1   | 12   |
| 2                                                                     | 73 | Álex Márquez          | BK8 Gresini Racing MotoGP         | Ducati  | 11  | +1.441    | 3   | 9    |
| 3                                                                     | 63 | Francesco Bagnaia     | Ducati Lenovo Team                | Ducati  | 11  | +2.561    | 2   | 7    |
| 4                                                                     | 12 | Maverick Viñales      | Red Bull KTM Tech3                | KTM     | 11  | +3.099    | 5   | 6    |
| 5                                                                     | 49 | Fabio Di Giannantonio | Pertamina Enduro VR46 Racing Team | Ducati  | 11  | +4.139    | 7   | 5    |
| 6                                                                     | 72 | Marco Bezzecchi       | Aprilia Racing                    | Aprilia | 11  | +6.391    | 10  | 4    |
| 7                                                                     | 21 | Franco Morbidelli     | Pertamina Enduro VR46 Racing Team | Ducati  | 11  | +7.631    | 6   | 3    |
| 8                                                                     | 25 | Raúl Fernández        | Trackhouse MotoGP Team            | Aprilia | 11  | +8.926    | 11  | 2    |
| 9                                                                     | 54 | Fermín Aldeguer       | BK8 Gresini Racing MotoGP         | Ducati  | 11  | +10.361   | 12  | 1    |
| 10                                                                    | 20 | Fabio Quartararo      | Monster Energy Yamaha MotoGP Team | Yamaha  | 11  | +11.096   | 4   |      |
| 11                                                                    | 23 | Enea Bastianini       | Red Bull KTM Tech3                | KTM     | 11  | +11.870   | 16  |      |
| 12                                                                    | 79 | Ai Ogura              | Trackhouse MotoGP Team            | Aprilia | 11  | +12.930   | 21  |      |
| 13                                                                    | 88 | Miguel Oliveira       | Prima Pramac Yamaha MotoGP        | Yamaha  | 11  | +13.916   | 17  |      |
| 14                                                                    | 36 | Joan Mir              | Honda HRC Castrol                 | Honda   | 11  | +15.460   | 18  |      |
| 15                                                                    | 30 | Takaaki Nakagami      | Honda HRC Castrol                 | Honda   | 11  | +17.038   | 19  |      |
| 16                                                                    | 43 | Jack Miller           | Prima Pramac Yamaha MotoGP        | Yamaha  | 11  | +20.031   | 13  |      |
| 17                                                                    | 32 | Lorenzo Savadori      | Aprilia Racing                    | Aprilia | 11  | +20.729   | 20  |      |
| 18                                                                    | 42 | Álex Rins             | Monster Energy Yamaha MotoGP Team | Yamaha  | 11  | +24.661   | 9   |      |
| 19                                                                    | 35 | Somkiat Chantra       | IDEMITSU Honda LCR                | Honda   | 11  | +31.539   | 22  |      |
| Ret                                                                   | 37 | Pedro Acosta          | Red Bull KTM Factory Racing       | KTM     | 0   | nehoda    | 8   |      |
| Ret                                                                   | 5  | Johann Zarco          | Castrol Honda LCR                 | Honda   | 0   | nehoda    | 14  |      |
| Ret                                                                   | 33 | Brad Binder           | Red Bull KTM Factory Racing       | KTM     | 0   | nehoda    | 15  |      |
| Nejrychlejší kolo: Fabio Di Giannantonio (Ducati) – 1'45.341 (kolo 3) |    |                       |                                   |         |     |           |     |      |
| Oficiální výsledky závodu                                             |    |                       |                                   |         |     |           |     |      |

## MotoGP
Závod hlavní kategorie MotoGP se konal 22. června 2025 na okruhu Autodromo Mugello.
| Poř.                                                              | Č. | Jezdec                | Tým                               | Výrobce | Kol | Čas       | St. | Body |
| ----------------------------------------------------------------- | -- | --------------------- | --------------------------------- | ------- | --- | --------- | --- | ---- |
| 1                                                                 | 93 | Marc Márquez          | Ducati Lenovo Team                | Ducati  | 23  | 41'09.214 | 1   | 25   |
| 2                                                                 | 73 | Álex Márquez          | BK8 Gresini Racing MotoGP         | Ducati  | 23  | +1.942    | 3   | 20   |
| 3                                                                 | 49 | Fabio Di Giannantonio | Pertamina Enduro VR46 Racing Team | Ducati  | 23  | +2.136    | 7   | 16   |
| 4                                                                 | 63 | Francesco Bagnaia     | Ducati Lenovo Team                | Ducati  | 23  | +5.081    | 2   | 13   |
| 5                                                                 | 72 | Marco Bezzecchi       | Aprilia Racing                    | Aprilia | 23  | +9.329    | 10  | 11   |
| 6                                                                 | 21 | Franco Morbidelli     | Pertamina Enduro VR46 Racing Team | Ducati  | 23  | +16.866   | 6   | 10   |
| 7                                                                 | 25 | Raúl Fernández        | Trackhouse MotoGP Team            | Aprilia | 23  | +18.526   | 11  | 9    |
| 8                                                                 | 37 | Pedro Acosta          | Red Bull KTM Factory Racing       | KTM     | 23  | +19.349   | 8   | 8    |
| 9                                                                 | 33 | Brad Binder           | Red Bull KTM Factory Racing       | KTM     | 23  | +19.377   | 15  | 7    |
| 10                                                                | 79 | Ai Ogura              | Trackhouse MotoGP Team            | Aprilia | 23  | +21.943   | 21  | 6    |
| 11                                                                | 36 | Joan Mir              | Honda HRC Castrol                 | Honda   | 23  | +22.877   | 18  | 5    |
| 12                                                                | 54 | Fermín Aldeguer       | BK8 Gresini Racing MotoGP         | Ducati  | 23  | +25.578   | 12  | 4    |
| 13                                                                | 88 | Miguel Oliveira       | Prima Pramac Yamaha MotoGP        | Yamaha  | 23  | +26.123   | 17  | 3    |
| 14                                                                | 20 | Fabio Quartararo      | Monster Energy Yamaha MotoGP Team | Yamaha  | 23  | +26.130   | 4   | 2    |
| 15                                                                | 42 | Álex Rins             | Monster Energy Yamaha MotoGP Team | Yamaha  | 23  | +28.155   | 9   | 1    |
| 16                                                                | 30 | Takaaki Nakagami      | Honda HRC Castrol                 | Honda   | 23  | +33.110   | 19  |      |
| 17                                                                | 32 | Lorenzo Savadori      | Aprilia Racing                    | Aprilia | 23  | +40.900   | 20  |      |
| 18                                                                | 35 | Somkiat Chantra       | IDEMITSU Honda LCR                | Honda   | 23  | +1'10.075 | 22  |      |
| Ret                                                               | 43 | Jack Miller           | Prima Pramac Yamaha MotoGP        | Yamaha  | 14  | nehoda    | 13  |      |
| Ret                                                               | 12 | Maverick Viñales      | Red Bull KTM Tech3                | KTM     | 15  | nehoda    | 5   |      |
| Ret                                                               | 5  | Johann Zarco          | Castrol Honda LCR                 | Honda   | 20  | nehoda    | 14  |      |
| Ret                                                               | 23 | Enea Bastianini       | Red Bull KTM Tech3                | KTM     | 0   | nehoda    | 16  |      |
| Nejrychlejší kolo: Franco Morbidelli (Ducati) – 1'46.474 (kolo 2) |    |                       |                                   |         |     |           |     |      |
| Oficiální výsledky závodu                                         |    |                       |                                   |         |     |           |     |      |

## Moto2
Závod třídy Moto2 se konal 22. června 2025 na okruhu Autodromo Mugello.
| Poř.                                                           | Č. | Jezdec                 | Tým                                  | Výrobce    | Kol | Čas       | St. | Body |
| -------------------------------------------------------------- | -- | ---------------------- | ------------------------------------ | ---------- | --- | --------- | --- | ---- |
| 1                                                              | 18 | Manuel González        | LIQUI MOLY Dynavolt Intact GP        | Kalex      | 19  | 35'34.695 | 8   | 25   |
| 2                                                              | 75 | Albert Arenas          | ITALJET Gresini Moto2                | Kalex      | 19  | +1.409    | 3   | 20   |
| 3                                                              | 44 | Aron Canet             | Fantic Racing Lino Sonego            | Kalex      | 19  | +3.648    | 2   | 16   |
| 4                                                              | 10 | Diogo Moreira          | Italtrans Racing Team                | Kalex      | 19  | +3.745    | 1   | 13   |
| 5                                                              | 13 | Celestino Vietti       | Beta Tools SpeedRS Team              | Boscoscuro | 19  | +3.813    | 6   | 11   |
| 6                                                              | 53 | Deniz Öncü             | Red Bull KTM Ajo                     | Kalex      | 19  | +5.091    | 5   | 10   |
| 7                                                              | 28 | Izan Guevara           | BLU CRU Pramac Yamaha Moto2          | Boscoscuro | 19  | +5.683    | 13  | 9    |
| 8                                                              | 80 | David Alonso           | CFMOTO European Privilege Aspar Team | Kalex      | 19  | +5.924    | 11  | 8    |
| 9                                                              | 16 | Joe Roberts            | Onlyfans American Racing Team        | Kalex      | 19  | +9.167    | 18  | 7    |
| 10                                                             | 24 | Marcos Ramírez         | Onlyfans American Racing Team        | Kalex      | 19  | +9.247    | 4   | 6    |
| 11                                                             | 7  | Barry Baltus           | Fantic Racing Lino Sonego            | Kalex      | 19  | +9.952    | 7   | 5    |
| 12                                                             | 12 | Filip Salač            | ELF Marc VDS Racing Team             | Boscoscuro | 19  | +10.949   | 16  | 4    |
| 13                                                             | 81 | Senna Agius            | LIQUI MOLY Dynavolt Intact GP        | Kalex      | 19  | +11.099   | 17  | 3    |
| 14                                                             | 21 | Alonso Lopez           | Beta Tools SpeedRS Team              | Boscoscuro | 19  | +11.863   | 12  | 2    |
| 15                                                             | 27 | Daniel Holgado         | CFMOTO European Privilege Aspar Team | Kalex      | 19  | +11.967   | 9   | 1    |
| 16                                                             | 4  | Ivan Ortola            | QJMOTOR - FRINSA - MSI               | Boscoscuro | 19  | +14.693   | 19  |      |
| 17                                                             | 96 | Jake Dixon             | ELF Marc VDS Racing Team             | Boscoscuro | 19  | +14.739   | 14  |      |
| 18                                                             | 14 | Tony Arbolino          | BLU CRU Pramac Yamaha Moto2          | Boscoscuro | 19  | +15.321   | 10  |      |
| 19                                                             | 71 | Ayumu Sasaki           | RW - Idrofoglia Racing GP            | Kalex      | 19  | +15.445   | 15  |      |
| 20                                                             | 95 | Collin Veijer          | Red Bull KTM Ajo                     | Kalex      | 19  | +16.830   | 22  |      |
| 21                                                             | 15 | Darryn Binder          | ITALJET Gresini Moto2                | Kalex      | 19  | +17.312   | 21  |      |
| 22                                                             | 99 | Adrian Huertas         | Italtrans Racing Team                | Kalex      | 19  | +18.289   | 20  |      |
| 23                                                             | 92 | Yuki Kunii             | Idemitsu Honda Team Asia             | Kalex      | 19  | +27.751   | 23  |      |
| 24                                                             | 11 | Alex Escrig            | KLINT Forward Factory Team           | Forward    | 19  | +36.242   | 25  |      |
| 25                                                             | 41 | Nakarin Atiratphuvapat | Idemitsu Honda Team Asia             | Kalex      | 19  | +38.805   | 28  |      |
| 26                                                             | 61 | Eric Fernandez         | QJMOTOR - FRINSA - MSI               | Boscoscuro | 19  | +44.883   | 26  |      |
| Ret                                                            | 84 | Zonta VD Goorbergh     | RW-Idrofoglia Racing GP              | Kalex      | 5   | nehoda    | 27  |      |
| Ret                                                            | 9  | Jorge Navarro          | KLINT Forward Factory Team           | Forward    | 11  | nehoda    | 24  |      |
| Nejrychlejší kolo: Manuel González (Kalex) – 1'50.816 (kolo 2) |    |                        |                                      |            |     |           |     |      |
| Oficiální výsledky závodu                                      |    |                        |                                      |            |     |           |     |      |

## Moto3
Závod třídy Moto3 se konal 22. června 2025 na okruhu Autodromo Mugello.
| Poř.                                                      | Č. | Jezdec             | Tým                           | Výrobce | Kol | Čas       | St. | Body |
| --------------------------------------------------------- | -- | ------------------ | ----------------------------- | ------- | --- | --------- | --- | ---- |
| 1                                                         | 28 | Maximo Quiles      | CFMOTO Valresa Aspar Team     | KTM     | 17  | 33'17.697 | 7   | 25   |
| 2                                                         | 83 | Álvaro Carpe       | Red Bull KTM Ajo              | KTM     | 17  | +0.006    | 1   | 20   |
| 3                                                         | 71 | Dennis Foggia      | CFMOTO Valresa Aspar Team     | KTM     | 17  | +0.066    | 14  | 16   |
| 4                                                         | 99 | Jose Antonio Rueda | Red Bull KTM Ajo              | KTM     | 17  | +0.102    | 2   | 13   |
| 5                                                         | 64 | David Muñoz        | LIQUI MOLY Dynavolt Intact GP | KTM     | 17  | +0.212    | 6   | 11   |
| 6                                                         | 72 | Taiyo Furusato     | Honda Team Asia               | Honda   | 17  | +0.312    | 10  | 10   |
| 7                                                         | 36 | Ángel Piqueras     | FRINSA - MT Helmets - MSI     | KTM     | 17  | +0.426    | 4   | 9    |
| 8                                                         | 73 | Valentin Perrone   | Red Bull KTM Tech3            | KTM     | 17  | +0.448    | 26  | 8    |
| 9                                                         | 66 | Joel Kelso         | LEVELUP-MTA                   | KTM     | 17  | +0.550    | 8   | 7    |
| 10                                                        | 6  | Ryusei Yamanaka    | FRINSA - MT Helmets - MSI     | KTM     | 17  | +1.242    | 15  | 6    |
| 11                                                        | 10 | Nicola Carraro     | Rivacold Snipers Team         | Honda   | 17  | +2.986    | 11  | 5    |
| 12                                                        | 19 | Scott Ogden        | CIP Green Power               | KTM     | 17  | +8.048    | 3   | 4    |
| 13                                                        | 12 | Jacob Roulstone    | Red Bull KTM Tech3            | KTM     | 17  | +10.469   | 5   | 3    |
| 14                                                        | 82 | Stefano Nepa       | SIC58 Squadra Corse           | Honda   | 17  | +10.504   | 19  | 2    |
| 15                                                        | 14 | Cormac Buchanan    | DENSSI Racing - BOE           | KTM     | 17  | +10.811   | 22  | 1    |
| 16                                                        | 89 | Marcos Uriarte     | LEVELUP-MTA                   | KTM     | 17  | +10.818   | 23  |      |
| 17                                                        | 5  | Tatchakorn Buasri  | Honda Team Asia               | Honda   | 17  | +11.350   | 24  |      |
| 18                                                        | 8  | Eddie O'Shea       | GRYD - Mlav Racing            | Honda   | 17  | +16.127   | 21  |      |
| 19                                                        | 55 | Noah Dettwiler     | CIP Green Power               | KTM     | 17  | +16.482   | 25  |      |
| 20                                                        | 94 | Guido Pini         | LIQUI MOLY Dynavolt Intact GP | KTM     | 7   | nehoda    | 20  |      |
| 21                                                        | 58 | Luca Lunetta       | SIC58 Squadra Corse           | Honda   | 9   | nehoda    | 13  |      |
| 22                                                        | 31 | Adrián Fernández   | Leopard Racing                | Honda   | 9   | nehoda    | 12  |      |
| 23                                                        | 22 | David Almansa      | Leopard Racing                | Honda   | 2   | nehoda    | 9   |      |
| 24                                                        | 54 | Riccardo Rossi     | Rivacold Snipers Team         | Honda   | 1   | nehoda    | 17  |      |
| 25                                                        | 21 | Ruche Moodley      | DENSSI Racing - BOE           | KTM     | 1   | nehoda    | 18  |      |
| 26                                                        | 32 | Vicente Pérez      | GRYD - Mlav Racing            | Honda   | 1   | nehoda    | 16  |      |
| Nejrychlejší kolo: David Muñoz (KTM) – 1'55.805 (kolo 12) |    |                    |                               |         |     |           |     |      |
| Oficiální výsledky závodu                                 |    |                    |                               |         |     |           |     |      |

## Pořadí jezdců MotoGP
|  | Poř. | Jezdec                | Body |
|  | ---- | --------------------- | ---- |
|  | 1    | Marc Márquez          | 270  |
|  | 2    | Álex Márquez          | 230  |
|  | 3    | Francesco Bagnaia     | 160  |
|  | 4    | Franco Morbidelli     | 128  |
|  | 5    | Fabio Di Giannantonio | 120  |

## Startovní listina MotoGP
| Tovární týmy                      | Tovární týmy | Tovární týmy            | Tovární týmy | Tovární týmy          |
| Tým                               | Konstruktér  | Motorka                 | st.č.        | Jezdec                |
| --------------------------------- | ------------ | ----------------------- | ------------ | --------------------- |
| Aprilia Racing                    | Aprilia      | Aprilia RS-GP25         | 32           | Lorenzo Savadori      |
| Aprilia Racing                    | Aprilia      | Aprilia RS-GP25         | 72           | Marco Bezzecchi       |
| Ducati Lenovo Team                | Ducati       | Ducati Desmosedici GP25 | 63           | Francesco Bagnaia     |
| Ducati Lenovo Team                | Ducati       | Ducati Desmosedici GP25 | 93           | Marc Márquez          |
| Honda HRC Castrol                 | Honda        | Honda RC213V            | 30           | Takaaki Nakagami      |
| Honda HRC Castrol                 | Honda        | Honda RC213V            | 36           | Joan Mir              |
| Red Bull KTM Factory Racing       | KTM          | KTM RC16                | 33           | Brad Binder           |
| Red Bull KTM Factory Racing       | KTM          | KTM RC16                | 37           | Pedro Acosta          |
| Monster Energy Yamaha MotoGP      | Yamaha       | Yamaha YZR-M1           | 20           | Fabio Quartararo      |
| Monster Energy Yamaha MotoGP      | Yamaha       | Yamaha YZR-M1           | 42           | Álex Rins             |
| Satelitní týmy                    |              |                         |              |                       |
| Tým                               | Konstruktér  | Motorka                 | st.č.        | Jezdec                |
| Trackhouse MotoGP Team            | Aprilia      | Aprilia RS-GP           | 25           | Raúl Fernández        |
| Trackhouse MotoGP Team            | Aprilia      | Aprilia RS-GP           | 79           | Ai Ogura              |
| Pertamina Enduro VR46 Racing Team | Ducati       | Ducati Desmosedici GP24 | 21           | Franco Morbidelli     |
| Pertamina Enduro VR46 Racing Team | Ducati       | Ducati Desmosedici GP25 | 49           | Fabio Di Giannantonio |
| Gresini Racing MotoGP             | Ducati       | Ducati Desmosedici GP24 | 54           | Fermín Aldeguer       |
| Gresini Racing MotoGP             | Ducati       | Ducati Desmosedici GP24 | 73           | Álex Márquez          |
| LCR Honda Castrol                 | Honda        | Honda RC213V            | 5            | Johann Zarco          |
| LCR Honda IDEMITSU                | Honda        | Honda RC213V            | 35           | Somkiat Chantra       |
| Red Bull KTM Tech3                | KTM          | KTM RC16                | 12           | Maverick Viñales      |
| Red Bull KTM Tech3                | KTM          | KTM RC16                | 23           | Enea Bastianini       |
| Prima Pramac Yamaha               | Yamaha       | Yamaha YZR-M1           | 43           | Jack Miller           |
| Prima Pramac Yamaha               | Yamaha       | Yamaha YZR-M1           | 88           | Miguel Oliveira       |

| Legenda                 |
| ----------------------- |
| Stálý jezdec            |
| Nováček                 |
| Jezdec na divokou kartu |
| Náhradní jezdec         |

| Předchozí Velká cena: Velká cena Aragonu 2025 | Mistrovství světa silničních motocyklů 2025 | Následující Velká cena: Velká cena Nizozemska 2025 |
| Předchozí ročník: Velká cena Itálie 2024      | Velká cena Itálie silničních motocyklů      | Následující ročník: Velká cena Itálie 2026         |